# Platypepla griseobrunnea
Platypepla griseobrunnea là một loài bướm đêm trong họ Geometridae.